# Vatos
"Vatos" là tập thứ tư trong Phần 1 của series phim truyền hình về dịch bệnh The Walking Dead. Tập phim lên sóng trên kênh AMC của Mỹ vào ngày 21 tháng 11 năm 2010. Khi phát sóng tại Mỹ, tập phim đã đạt được xếp hạng cao với 4,75 triệu người xem trong đó có 2,4 triệu người từ 18-49 tuổi.

## Nội dung tập
Andrea và Amy đang câu cá ở giữa hồ, họ cùng nói chuyện những kỉ niệm về cuộc sống trước đại dịch, về việc bố đã dạy bọn họ câu cá như thế nào, cách buộc nút mồi ra sao. Trên ngọn đồi gần khu cắm trại, Jim được nhìn thấy đang đào những chiếc hố lớn trên mặt đất với vẻ mặt khá căng thẳng.
Dale tìm cách tiếp cận Jim, nhưng anh ta một mực từ chối trả lời. Trong lúc đó, Amy và Andrea đã trở về, vui vẻ khoe với cả nhóm về số cá mà họ đã bắt được. Nhưng Dale lại cắt ngang sự phấn khích đó khi bày tỏ mối quan ngại về hành động của Jim.
Trên sân thượng tòa nhà tại Atlanta, Daryl vô cùng tức giận sau khi không tìm thấy anh trai, mà chỉ thấy bàn tay mà Merle để lại. Daryl chĩa nỏ về phía T-Dog, người đã bỏ Merle một mình cùng lũ xác sống, nhưng ngay lập tức Rick cũng chĩa khẩu súng lục về phía anh ta. Sau khi bình tĩnh lại, Daryl bảo T-Dog đưa cho anh một chiếc khăn. Daryl dùng chiếc khăn đó bọc bàn tay của anh trai mình lại và bỏ vào túi của Glenn. Sau đó, cả bốn người lần theo vết máu của Merle đến một căn bếp, nơi họ tìm thấy dấu da của Merle dính lại trên chiếc vỉ sắt, họ dự đoán rằng có thể Merle đã đốt cánh tay bị cụt của mình. Rick đồng ý sẽ giúp Daryl tìm kiếm anh trai, nhưng T-Dog nói rằng "Chỉ khi bọn này lấy được chỗ súng đó trước".
Trở lại khu trại, Shane và mọi người trong nhóm cố gắng tiếp cận Jim nhưng anh vẫn không hề đưa ra lời giải thích cho việc làm của mình. Lori nói rằng anh đang làm bọn trẻ sợ hãi, Shane buộc Jim phải dừng lại. Jim liền hỏi ngược lại: "Nếu không thì sao? Anh sẽ đấm vào mặt tôi như đã làm với Ed Peletier hả?", rồi vung chiếc xẻng về phía Shane. Shane sau đó khống chế được anh ta, khi đã bớt căng thẳng, Jim bắt đầu khóc rồi nhớ lại về cái chết của vợ và những đứa con. "Lý do duy nhất mà tôi chạy thoát, là vì lũ xác sống còn bận ăn thịt gia đình tôi"
Ở Atlanta, Glenn vạch ra một kế hoạch để lấy lại chiếc túi súng của Rick. Daryl sẽ yểm hộ từ phía sau của con hẻm cạnh cửa hàng, trong khi Rick và T-Dog hỗ trợ từ con hẻm thứ hai cách đó 2 dãy nhà. Kế hoạch được thực hiện, Glenn chạy về phía xe tăng. Trong khi đó ở trong hẻm, Miguel- một thiếu niên bất ngờ tiếp cận Daryl, Daryl chĩa nỏ về phía cậu, và Miguel bắt đầu la hét. Tiếng hét của cậu làm Rick và T-Dog chú ý, lúc này Glenn cũng đã lấy được túi súng cùng chiếc mũ của Rick, cả ba bọn họ đều hướng về con hẻm nơi phục kích của Daryl.
Daryl bị đánh ngã bởi 2 người đàn ông, Jorge và Felipe ngay khi bọn họ nghe được tiếng kêu cứu của Miguel, 2 người này cũng ở đây vì túi súng. Họ bắt đầu quay sang phía Glenn và đánh anh để cướp chiếc túi. Daryl  bắn một mũi tên vào mông của Felipe. Hai người này bỏ chạy, bắt Glenn lên xe rồi rời đi, để lại phía sau Miguel cùng chiếc túi.
Tại khu trại, Shane trói Jim vào một gốc cây rồi đưa nước cho anh uống. Jim xin lỗi vì đã làm lũ trẻ sợ. Khi Dale hỏi vì sao anh lại đào những cái lỗ đó."Tôi có lí do của mình, nhưng không thể nhớ nổi" - Jim trả lời - "Điều gì đó đã diễn ra trong giấc mơ đêm qua của tôi"
Sau khi bị tra khảo, Miguel dẫn Rick, Daryl và T-Dog tới một khu nhà nọ. Họ gặp Guillermo, thủ lĩnh của nhóm người sống sót ở đây. Rick đề nghị trao đổi Miguel lấy Glenn. Guillermo muốn chiếc túi súng, anh ta đe dọa sẽ giết Glenn nếu như nhóm Rick không giao lại nó. "Các anh có 2 lựa chọn" - Guillermo đưa ra điều kiện - "Các anh sẽ quay lại cùng với Miguel và chiếc túi, tất cả cùng có lợi. Hoặc lên nòng súng và tới đây nói chuyện với chúng tôi."
Nhóm Rick tạm thời rút lui để thảo luận thêm. Daryl cho rằng cái túi đó còn quý hơn mạng sống của Glenn, nhưng Rick lại không đồng tình, bởi Glenn là ân nhân của anh: "Tôi nợ cậu ta mạng sống". Cuối cùng, bọn họ lên đạn cho những khẩu súng, theo lời chỉ dẫn của Rick để thực hiện bước kế hoạch tiếp theo.
Rick, với chiếc túi súng sau lưng, đưa Miguel vào khu nhà nơi điểm hẹn với Guillermo, cắt dây trói cho cậu rồi đề nghị trao đổi lấy Glenn. Guillermo tức giận, đe dọa Rick và nói rằng anh đã không làm theo đúng điều kiện. "Anh nói chúng tôi lên nòng súng rồi quay lại, chúng tôi đang làm những gì anh muốn" - Rick đáp trả mạnh mẽ.
Giữa lúc tình hình 2 bên đang căng thẳng, một bà lão mặc chiếc áo ngủ bước ra, nói với Felipe rằng "Ông Gilbert cần được giúp đỡ". Bộ quần áo cảnh sát của Rick làm bà tưởng nhầm rằng Rick đến để bắt cháu bà đi. Rick bèn nói dối rằng Felipe chỉ đến để giúp anh tìm một người mất tích. "Anh chàng châu Á sao?" - Bà ta hỏi lại rồi sau đó dẫn Rick đi tới phòng chăm sóc y tế. Lúc này Guillermo đành phải ra lệnh cho người của anh để cho nhóm Rick đi.
Bà lão dẫn nhóm tới một căn phòng lớn, nơi có sự xuất hiện của rất nhiều người già - một viện dưỡng lão. Ở đây nhóm Rick gặp lại Glenn, anh cùng một số người khác đang đứng xúm lại giúp một ông lão bị hen suyễn. Felipe chạy đến, giúp đỡ ông bằng ống thở.
Lúc này mọi chuyện dần được sáng tỏ, Rick gọi riêng Guillermo ra và nói: "Anh là tên khốn ngu ngốc nhất mà tôi từng gặp". Guillermo chia sẻ, anh chỉ cố bảo vệ lương thực và thuốc men, anh cùng Felipe là những điều dưỡng viên duy nhất còn ở lại. Những người già ở đây, họ đều bị bệnh viện bỏ rơi. Tất cả giờ chỉ còn biết trông cậy vào anh để sống.
Sau khi chia cho Guilermo một ít súng, Rick cùng với Glenn, Daryl, T-Dog tiếp tục tìm kiếm Merle, họ quay trở lại chỗ chiếc xe, nhưng nó đã mất tích.Rick tỏ vẻ nghi ngờ và cho rằng chính Merle đã lấy chiếc xe. "Anh ta sẽ quay lại khu trại để trả thù" - Daryl dự đoán.
Lúc này ở khu trại, Andrea cùng Dale trong chiếc RV đang tìm kiếm một món quà để tặng sinh nhật Amy. Phía bên ngoài, Shane cởi trói cho Jim rồi mời anh tham gia bữa tiệc cùng mọi người. Ed - với khuôn mặt vẫn thâm tím sau khi bị đánh, từ chối lời mời của Carol tham dự bữa tiệc.
Buổi tối, mọi người quây quần vui vẻ bên lửa trại. Trong lúc đó, ở trong lều, Ed bỗng nghe thấy tiếng động, tưởng nhầm có người làm phiền, anh mở cửa lều và ngay lập tức bị đám xác sống lao vào cắn xé. Amy lúc này vừa đi vệ sinh xong, bước ra từ chiếc RV và bất ngờ bị một xác sống sau cánh cửa cắn vào tay. Cô bắt đầu la hét. Xác sống ở mọi nơi. Shane chỉ đạo Lori giữ lấy Carl và nấp sau anh ngay lập tức, anh dùng súng để hạ bọn xác sống, còn Jim và Morales xử lí lũ chúng bằng gậy bóng chày. Nhóm Rick cũng vừa về tới, họ nghe thấy tiếng súng nổ phát ra từ phía trại và nhanh chóng chạy đến để hỗ trợ.
Trở lại khu vực quanh chiếc RV, Amy tiếp tục bị một xác sống cắn vào cổ. Không lâu sau đó, Rick, Daryl, T-Dog, Glenn tới được khu trại, và nhanh chóng giúp xử lí nốt đám xác sống. Andrea, chạy lại chỗ Amy, khóc nức nở trong nỗi tuyệt vọng, cô không biết làm gì để cứu được em gái mình.
Kết thúc tập phim, Jim nhìn xuống những chiếc hố với khuôn mặt thẫn thờ và nói rằng: "Tôi nhớ ra giấc mơ của mình rồi. Lý do vì sao tôi đào những chiếc hố này..."

## Diễn viên

### Diễn viên chính
- Andrew Lincoln vai Rick Grimes
- Jon Bernthal vai Shane Walsh
- Sarah Wayne Callies vai Lori Grimes
- Laurie Holden vai Andrea
- Jeffrey DeMunn vai Dale Horvath
- Steven Yeun vai Glenn Rhee
- Chandler Riggs vai Carl Grimes

### Diễn viên định kỳ
- Norman Reedus vai Daryl Dixon
- Emma Bell vai Amy
- Andrew Rothenberg vai Jim
- Juan Gabriel Pareja vai Morales
- Noel Gugliemi vai Felipe

### Các diễn viên phụ khác
- IronE Singleton vai Theodore Douglas
- Adam Minarovich vai Ed Peletier
- Melissa McBride vai Carol Peletier
- Jeryl Prescott Sales vai Jacqui
- Madison Lintz vai Sophia Peletier
- Maddie Lomax vai Eliza Morales
- Neil Brown Jr. vai Guillermo
- Anthony Guajardo vai Miguel
- Gina Morelli vai Abuela
- James Gonzaba vai Jorge
- Viviana Chavez-Vega vai Miranda Morales
- Noah Lomax vai Louis Morales
- (Không rõ) vai Mr. Gilbert

## Cái chết trong tập
- Ed Peletier
- Amy
- 13 thành viên khác trong trại Atlanta

## Đánh giá
"Vatos" nhận được nhiều phản hồi tích cực từ giới phê bình. James Poniewozik của tạp chí TIME cho rằng tập phim đã thành công trong việc giúp người xem có cái nhìn gần hơn với cuộc sống thường ngày của các nhân vật. John Serba, nhà báo của The Grand Rapids Press nhận định rằng "Vatos" là tập chứa đầy cảm xúc đau đớn nhất kể từ khi phim bắt đầu tới nay. Tuy nhiên bên cạnh đó, Leonard Pierce từ trang The A.V. Club lại cho tập phim điểm B (trên thang điểm từ F tới A) và cảm thấy nó không thực sự đáng được "hoan nghênh nhiệt liệt" như đánh giá của các nhà phê bình khác. Pierce cho rằng phần lớn các cảnh trong tập khá "sướt mướt", "không giải quyết được vấn đề gì đang diễn ra trong cốt truyện" và còn giới thiệu thêm nhiều chi tiết không cần thiết, khiến chất lượng của phim bị giảm đi ít nhiều. Trên trang Rotten Tomatoes, có 90% trong số tổng hợp 10 bài đánh giá về tập phim này mang tính tích cực.
Sự tương tác giữa cặp nhân vật Andrea & Amy cũng được đánh giá cao. Serba nhận định rằng Robert Kirkman vốn đã chuẩn bị trước cho cái chết của Amy bằng cảnh mở đầu tập thể hiện tình chị em đó. Diễn xuất của nữ diễn viên Laurie Holden cũng là điều mà Serba yêu thích khi anh cho rằng "cô ấy đã thể hiện một cách mãnh liệt cảm xúc của sự đau khổ & tuyệt vọng".

## Bên lề
- Lần xuất hiện đầu tiên của Guillermo, Felipe, Miguel, Abuela, Jorge, Mr. Gilbert.
- Đây là tập phim duy nhất của Phần 1 được Robert Kirkman viết kịch bản.

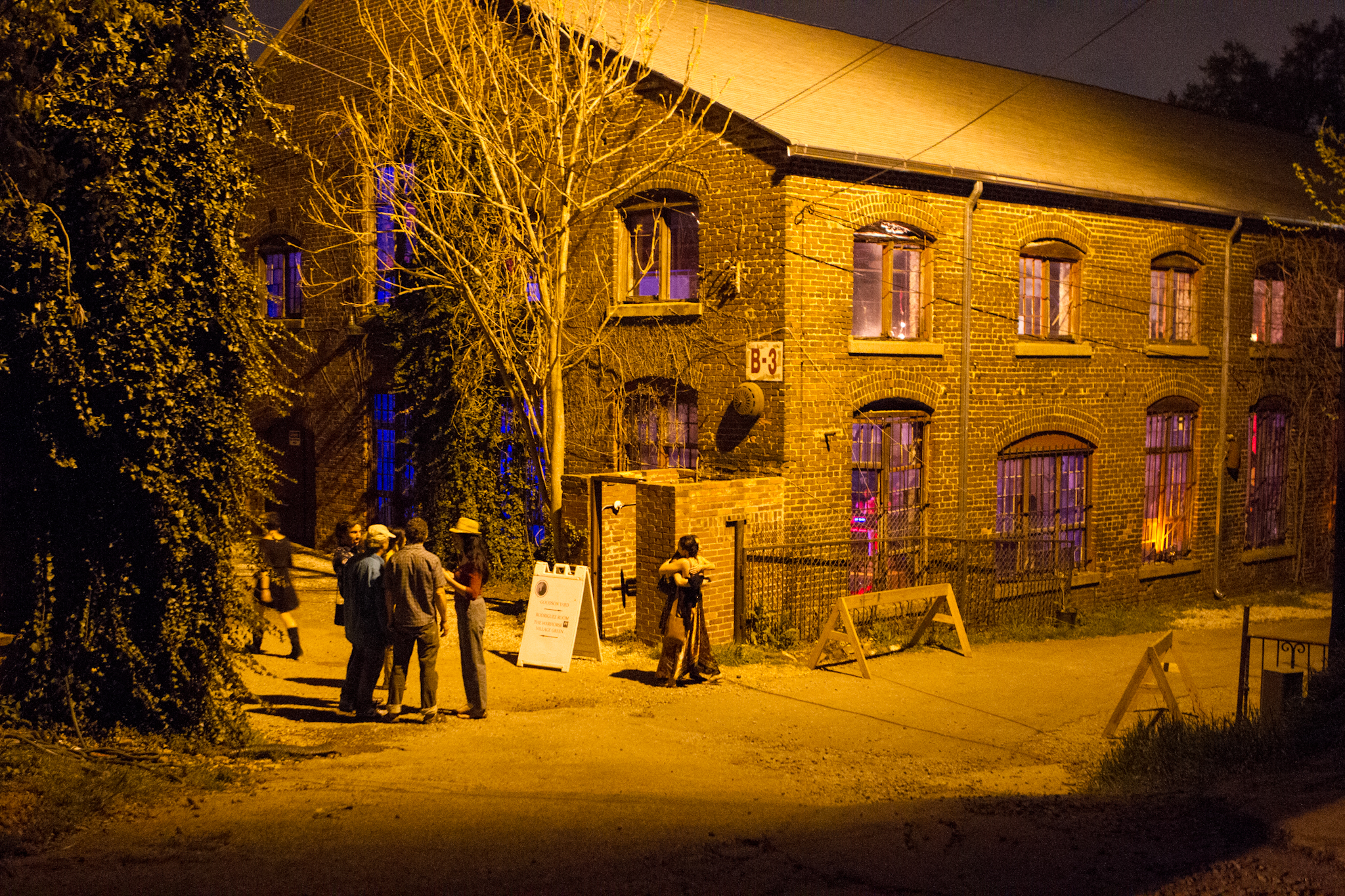
Trung tâm Nghệ thuật Trang trại Dê là một trong những phân cảnh của tập này (nơi ở của nhóm Vatos).

- Trung tâm Nghệ thuật Trang trại Dê là một trong những phân cảnh của tập này (nơi ở của nhóm Vatos)."Vato" là một từ trong tiếng Tây Ban Nha dùng để chỉ "người đàn ông". Tên của tập phim - "Vatos" cũng chính là tên của băng đảng cầm đầu những người sống sót tại viện dưỡng lão Atlanta mà nhóm Rick gặp. Hầu hết những người trong hội này đều là những người đàn ông Mỹ gốc latin. Vậy nên họ đặt tên cho băng đảng của mình là "Vatos".
- Gregory Nicotero, người chịu trách nhiệm về hiệu ứng và hóa trang trong đoàn làm phim, đã thủ vai con walker giết chết Amy.

## Lỗi phim
- Trong cảnh mà Shane tiếp cận Jim và khống chế anh, chiếc mũ của Jim đã bị rơi khỏi đầu. Tuy nhiên khi chuyển sang cảnh tiếp theo, chiếc mũ đã bỗng nhiên quay trở lại trên đầu anh.
- Khi Abuela xen ngang vào lúc mâu thuẫn giữa nhóm của Rick và băng Vatos đang cao trào, Rick, người đang chĩa súng vào Guillermo đã từ từ hạ súng của mình xuống. Tuy nhiên, khi một cảnh phim nhảy qua và quay lại góc quay cũ, Rick một lần nữa được nhìn thấy đang chĩa súng vào Guillermo Và cũng một lần nữa, anh đã hạ súng xuống theo một góc khác góc lúc nãy.